# Brizinae
Brizinae es una subtribu de hierbas de la familia Poaceae. El género tipo es: Aira L. Tiene los siguientes géneros.

## Géneros
- Aeropsis Asch. & Graebn. = Airopsis Desv.
- Airopsis Desv.
- Briza L.
- Brizochloa V. Jirásek & Chrtek =~ Briza L.
- Calosteca Desv.= Briza L.
- Calotheca P. Beauv.,=~ Briza L.
- Chascolytrum Desv. =~ Briza L.
- Chondrachyrum Nees = Briza L.
- Erianthecium Parodi ~ Briza L.
- Gymnachne Parodi ~ Briza L.
- Lechlera Steud., = Relchela Steud.
- Lombardochloa Roseng. & B. R. Arill. =~ Briza L.
- Macrobriza (Tzvelev) Tzvelev = Briza L.
- Microbriza Parodi ex Nicora & Rúgolo ~ Briza L.
- Monostemon Henrard, nom. inval. = Microbriza Parodi ex Nicora & Rúgolo
- Poidium Nees ~ Briza L.
- Relchela Steud.
- Rhombolytrum Link ~ Briza L.
- Sphaerella Bubani = Airopsis Desv.
- Tremularia Heist. ex Fabr. = Briza L.